# Grand prix RTL de la bande dessinée
Le grand prix RTL de la bande dessinée, créé en 2004, est un prix décerné chaque année au mois de novembre à une bande dessinée parmi les nouveautés de l'année écoulée. Le jury est composé de quelques libraires et journalistes de la radio RTL qui font leur choix parmi les albums élus « bande dessinée RTL du mois » chaque dernier jeudi du mois. Le prix est décerné en partenariat avec le Festival international de la bande dessinée d'Angoulême et les espaces culturels des magasins E.Leclerc qui sont représentés dans le jury.

## Histoire
Monique Younès, chroniqueuse culturelle de l'émission Laissez-vous tenter et passionnée de bande dessinée, fonde cette distinction en 2004. 

## Lauréats
| Année | Dessin                                             | Scénario                                           | Bande dessinée récompensée,                    | Éditeur                   |
| ----- | -------------------------------------------------- | -------------------------------------------------- | ---------------------------------------------- | ------------------------- |
| 2004  | Olivier Pont                                       | Georges Abolin                                     | Où le regard ne porte pas..., t. 1             | Dargaud                   |
| 2005  | Christian Lax                                      | Christian Lax                                      | L'Aigle sans orteils                           | Dupuis (« Aire libre »)   |
| 2006  | Christophe Chabouté                                | Christophe Chabouté                                | Henri Désiré Landru                            | Vents d'Ouest             |
| 2007  | Catel                                              | José-Louis Bocquet                                 | Kiki de Montparnasse                           | Casterman (« Écritures ») |
| 2008  | Émile Bravo                                        | Émile Bravo                                        | Le Spirou de..., t. 4 : Le Journal d'un ingénu | Dupuis                    |
| 2009  | Camille Jourdy                                     | Camille Jourdy                                     | Rosalie Blum, t. 3 : Au hasard Balthazar !     | Actes Sud                 |
| 2010  | Christophe Blain                                   | Abel Lanzac                                        | Quai d'Orsay, t. 1 : Le Conseiller             | Dargaud                   |
| 2011  | Manu Larcenet                                      | Manu Larcenet                                      | Blast, t. 2 : L'Apocalypse selon Saint Jacky   | Dargaud                   |
| 2012  | Clément Oubrerie                                   | Julie Birmant                                      | Pablo                                          | Dargaud                   |
| 2013  | Benjamin Flao                                      | Benjamin Flao                                      | Kililana song, t. 2                            | Futuropolis               |
| 2014  | Riad Sattouf                                       | Riad Sattouf                                       | L'Arabe du futur                               | Allary éditions           |
| 2015  | Frantz Duchazeau                                   | Frantz Duchazeau                                   | La Main heureuse                               | Casterman                 |
| 2016  | Pierre-Henry Gomont                                | Pierre-Henry Gomont                                | Pereira prétend                                | Sarbacane                 |
| 2017  | Gipi                                               | Gipi                                               | La Terre des fils                              | Futuropolis               |
| 2018  | Pierre-Henry Gomont                                | Pierre-Henry Gomont                                | Malaterre                                      | Dargaud                   |
| 2019  | Alain Ayroles et Juanjo Guarnido                   | Alain Ayroles et Juanjo Guarnido                   | Les Indes fourbes                              | Delcourt                  |
| 2020  | Zanzim                                             | Hubert                                             | Peau d'homme                                   | Glénat                    |
| 2021  | David Prudhomme                                    | David Prudhomme                                    | Du bruit dans le ciel                          | Futuropolis               |
| 2022  | Jean-Marc Rochette                                 | Jean-Marc Rochette                                 | La Dernière Reine                              | Casterman                 |
| 2023  | Christophe Chabouté                                | Christophe Chabouté                                | Musée                                          | Vents d'Ouest             |
| 2024  | Antoine Cristau, Xavier Dorison & Stéphane Servain | Antoine Cristau, Xavier Dorison & Stéphane Servain | Ulysse et Cyrano                               | Casterman                 |